# Янгон
Янгон (на бирмански: ရန်ကုန်, с предишно име Рангун до 1989 г.) е най-населеният град в Мианмар и административен център на област Янгон. Населението му е 5 360 512 души към 2014 г. До 6 ноември 2005 г. е столица на държавата, когато военното правителство я премества в Найпидо.
В Янгон има най-голям брой сгради от колониалните времена в Югоизточна Азия и има уникално градско ядро от колониалната епоха, което е забележително непокътнато. Колониалното търговско ядро е центрирано около пагодата Суле, за която се твърди, че е на над 2000 години. Градът е дом и на позлатената пагода Шведагон, която е най-свещената будистка пагода на Мианмар. Мавзолеят на Бахадур Шах II се намира в Янгон, където той е бил пратен в изгнание след Сипайския метеж от 1857 г.
Янгон страда от силно неадекватна инфраструктура, особено в сравнение с други големи градове в Югоизточна Азия. Въпреки че много исторически жилищни и търговски сгради са обновени в централните части на града, повечето сателитни градове около него продължават да са обеднели и да им липсва основна инфраструктура.

## Етимология
Името „Янгон“ произлиза от комбинацията на бирманските думи ян и кун, които означават съответно „врагове“ и „излизам от“. Комбинацията често се превежда като „край на борбата“. Колониалното име на града, „Рангун“, вероятно идва от англизацията на произношението на „Янгон“.

## История

### Ранна история
Янгон е основан под името Дагон в началото на XI век (ок. 1028 – 1043 г.) от моните, които властват в Долна Бирма по това време. Дагон е малко рибарско село, концентрирано около пагодата Шведагон. През 1755 г. крал Алаунпхая завладява Дагон, преименува го на Янгон и добавя селища около него. Британците завладяват Янгон през Първата англо-бирманска война (1824 – 1826 г.), но го връщат на бирманската администрация след войната. Градът е опожарен през 1841 г.

### Колониален период
Британците завземат Янгон и цяла Долна Бирма през Втората англо-бирманска война (1852 г.) и го преобразуват в търговски и политически център на Британска Бирма. През 1853 г. британците местят столицата на Бирма от Моламяйн (тогава Мулмейн) на Янгон. Янгон е мястото, където британците изпращат Бахадур Шах II – последния Моголски император – да живее след Индийското въстание от 1857 г. Съгласно проекта на военния инженер Александър Фрейзър, британците построяват нов град по мрежов модел на делтова земя, който на юг и запад граничи с река Янгон. Янгон става столица на цяла Британска Бирма, след като британците завладяват и Горна Бирма в Третата англо-бирманска война от 1885 г. Към 1890-те години увеличаващото се население и търговия на Янгон поражда заможни жилищни предградия на север от езерата Кандоги и Иня. Британците също построяват болници и колежи.
Колониален Янгон, с обширните си паркове и езера и смесица от съвременни сгради и традиционна дървена архитектура, е познат като „градинския град на Изтока“. Към началото на 20 век Янгон има обществени услуги и инфраструктура, подобна на тази в Лондон.
Преди Втората световна война около 55% от населението на Янгон (500 хил. души по това време) е съставено от индийци или други южноазиатци, а само около една трета са бирманци. Останалата част е съставена от карени, китайци и англо-бирманци.
След Първата световна война Янгон се превръща в епицентър на Бирманското движение за независимост, водено от леви студенти от Рангунския университет. Три общонародни стачки срещу Британската империя през 1920, 1936 и 1938 г. започват в Янгон. Градът е под японска окупация в периода 1942 – 1945 г. и понася тежки щети през Втората световна война. Съюзниците го завземат обратно през май 1945 г.
Янгон става столица на Бирманския съюз на 4 януари 1948 г., когато страната получава независимост от Британската империя.

### Съвременен Янгон
Малко след независимостта на Бирма през 1948 г. много колониални имена на улици и паркове са променени към по-националистични бирмански имена. През 1989 г. сегашната военна хунта променя английското име на града на Янгон, заедно с много други английски транслитерации на бирмански имена.
След независимостта Янгон се разраства навън. Последователните правителства строят сателитни градове от 1950-те години до 1980-те години. Съвременният Голям Янгон обхваща площ от почти 600 km².
По време на изолационисткия период на У Не Вин (1962 – 1988 г.) инфраструктурата на Янгон упада заради лоша поддръжка и нарастващото население. През 1990-те години сегашното военно правителство установява по-отворени пазарни политики и привлича местни и чуждестранни инвестиции, донасяйки капка съвременност в инфраструктурата на града. Някои жители на вътрешността на града са насилствено преместени към новите сателитни градове. Много сгради от колониалния период са разрушени, за да се освободи място за високи хотели, офис сгради и търговски центрове, което подбужда управата на града да постави 200 значими сгради от колониалния период в Списъка на наследство на Янгон през 1996 г. Големите строителни програми водят до построяването на шест нови моста и пет нови магистрали, свързващи града към промишлените зони из страната. Въпреки това голяма част от Янгон остава без основни обществени услуги като постоянно електроснабдяване и редовно събиране на боклука.
Янгон се превръща в много по-коренен бирмански град в етническо отношение след независимостта. След нея много южноазиатци и англо-бирманци напускат. Още повече южноазиатци са насилени да напуснат през 1960-те години от ксенофобското движение на У Не Вин. Въпреки това все още съществуват големи общности от южноазиатци и китайци в града. Англо-бирманците ефективно изчезват, напускайки страната или сключвайки брак с други бирмански групи.
Янгон е център на големи антиправителствени протести през 1947, 1988 и 2007 г. Протестите през 1988 г. водят до стотици смъртни случаи, много от които в Янгон, където хиляди хора излизат по столичните улици. Шафрановата революция включва масови разстрели и кремирания от страна на бирманското правителство, което се опитва да заличи доказателствата на престъпленията си срещу монаси, невъоръжени протестиращи, журналисти и студенти.
През май 2008 г. циклонът Наргис удря Янгон. И докато градът претърпява малко човешки жертви, три четвърти от промишлената инфраструктура на Янгон е разрушена или повредена, като загубите се оценяват на 800 милиона щатски долара.
През ноември 2005 г. военното правителство премества столицата от Янгон в Найпидо, 320 km на север, и впоследствие мести много от правителствените сгради в новия град. Янгон остава най-големият град в страната и най-важният търговски център в Мианмар.

## География
Янгон е разположен в Долен Мианмар, при сливането на реките Янгон и Пегу, на около 30 km от залива Моутама (Мартабан).

### Климат
В града преобладава тропичен мусонен климат. Дъждовният сезон е дълъг (от май до октомври) и през него падат по-голямата част от валежите. Средните температури имат малки отклонения.
| Климатични данни за Янгон                   | Климатични данни за Янгон | Климатични данни за Янгон | Климатични данни за Янгон | Климатични данни за Янгон | Климатични данни за Янгон | Климатични данни за Янгон | Климатични данни за Янгон | Климатични данни за Янгон | Климатични данни за Янгон | Климатични данни за Янгон | Климатични данни за Янгон | Климатични данни за Янгон | Климатични данни за Янгон |
| Месеци                                      | яну.                      | фев.                      | март                      | апр.                      | май                       | юни                       | юли                       | авг.                      | сеп.                      | окт.                      | ное.                      | дек.                      | Годишно                   |
| Абсолютни максимални температури (°C)       | 37,8                      | 28,3                      | 39,4                      | 41,1                      | 40,6                      | 36,7                      | 33,9                      | 33,9                      | 34,4                      | 35,0                      | 35,0                      | 35,6                      | 41,1                      |
| Средни максимални температури (°C)          | 32,2                      | 34,5                      | 36,0                      | 37,0                      | 33,4                      | 30,2                      | 29,7                      | 29,6                      | 30,4                      | 31,5                      | 32,0                      | 31,5                      | 32,3                      |
| Средни температури (°C)                     | 25,1                      | 26,9                      | 28,8                      | 30,7                      | 29,2                      | 27,4                      | 26,9                      | 26,9                      | 27,3                      | 27,9                      | 27,2                      | 25,3                      | 27,5                      |
| Средни минимални температури (°C)           | 17,9                      | 19,3                      | 21,6                      | 24,3                      | 25,0                      | 24,5                      | 24,1                      | 24,1                      | 24,2                      | 24,2                      | 22,4                      | 19,0                      | 22,6                      |
| Абсолютни минимални температури (°C)        | 12,8                      | 13,3                      | 16,1                      | 20,0                      | 20,6                      | 21,7                      | 21,1                      | 20,0                      | 22,2                      | 21,7                      | 16,1                      | 12,8                      | 12,8                      |
| Средни месечни валежи (mm)                  | 5                         | 2                         | 7                         | 15                        | 303                       | 547                       | 559                       | 602                       | 368                       | 206                       | 60                        | 7                         | 2681                      |
| Средно количество слънчеви часове           | 300                       | 272                       | 290                       | 292                       | 181                       | 80                        | 77                        | 92                        | 97                        | 203                       | 280                       | 288                       | 2452                      |
| ------------------------------------------- | ------------------------- | ------------------------- | ------------------------- | ------------------------- | ------------------------- | ------------------------- | ------------------------- | ------------------------- | ------------------------- | ------------------------- | ------------------------- | ------------------------- | ------------------------- |
| Източник: World Weather Information Service |                           |                           |                           |                           |                           |                           |                           |                           |                           |                           |                           |                           |                           |

## Население
Янгон е най-населеният град в Мианмар, въпреки че оценките за броя хора се различават. Всички числа за броя жители са предположения, тъй като след 1983 г. в Мианмар не е имало официално преброяване на населението. Според оценката на ООН, населението на града е 4,35 милиона души към 2010 г., но Държавният департамент на САЩ го обявява за 5,5 милиона към 2009 г. Оценката на Държавния департамент на САЩ вероятно е по-близо до истинския брой, тъй като бройката на ООН е праволинейна проекция и не взима предвид разрастването на границите на града през последните две десетилетия. Населението на града нараства рязко след 1948 г., когато много хора от други части на страната се преместват да живеят в новопостроените сателитни градове. Правителственото решение да се премести столицата в Найпидо източва неизвестен брой хора навън от Янгон.
В етническо отношение това е най-разнообразният град в страната. Докато индийците образуват мнозинство преди Втората световна война, днес мнозинството е от коренни бирманци. Големи общества от индийци, южноазиатци и китайци съществуват в традиционните централни квартали. Голям брой араканци и карени също живеят в града.
Бирманският език е основният език в града. Английският е предпочитан втори език и обикновено се владее от образованата класа. През последните години перспективите за работа в чужбина примамват хората да учат и други езици – основно китайски, но и японски и френски.

### Религия
Основните религии, практикувани в Янгон, са будизъм, християнство, индуизъм и ислям.
| 1824      | 1856      | 1872      | 1891      | 1901      | 1911      | 1921      |
| --------- | --------- | --------- | --------- | --------- | --------- | --------- |
| 10 000    | 46 000    | 100 000   | 181 000   | 248 000   | 295 000   | 340 000   |
| 1931      | 1941      | 1950      | 1960      | 1970      | 1980      | 1990      |
| 400 000   | 500 000   | 1 302 000 | 1 592 000 | 1 946 000 | 2 378 000 | 2 907 000 |
| 2000      | 2010      | 2014      |           |           |           |           |
| 3 553 000 | 5 348 000 | 5 360 512 |           |           |           |           |

## Икономика
Янгон е основният център за търговия, промишленост, недвижими имоти, медии, забавления и туризъм на страната. Градът представлява около една пета от националната икономика.
Градът е основният търговски център в Долна Бирма за всякакви видове стоки – от основни хранителни стоки до коли втора употреба, въпреки че търговията продължава да бъде възпрепятствана от тежко недоразвитата банкова промишленост и инфраструктура на комуникациите. Голяма част от вноса и износа на страна преминава през пристанище Тхилауа – най-голямото пристанище в Бирма.
На производствата принадлежи голяма част от заетостта. Около Янгон има поне 14 леки промишлени зони, в които пряко работят над 150 хил. работници в 4300 завода (2010 г.). Градът е център на промишлеността за облекла на страната, изнасяйки стоки за 292 милиона щатски долара през фискалната 2008/09 година. Повечето работници в заводите са млади жени на възраст между 15 и 27 години, дошли от провинцията в търсене на по-добър живот. Производственият сектор страда както от структурни проблеми (режим на тока), така и от политически проблеми (икономически санкции). През 2008 г. заводите на Янгон се нуждаят от 120 MW енергия, а целият получава около 250 MW от нужните му 530 MW. Поради тази причина повечето заводи работят основно от 8 часа сутринта до 6 часа вечерта.
Строителството е голям източник на заетост. Строителната промишленост обаче е негативно засегната от смяната на столицата в Найпидо, регулациите от 2009 г., изискващи строителите да предоставят поне 12 паркоместа на високите сгради, и общия беден бизнес климат.
Туризмът представлява голям източник на чуждестранни валути за града, въпреки че по южноазиатските стандарти броят чуждестранни посетители в Янгон винаги е бил много нисък – около 250 хил. души преди Шафранената революция през септември 2007 г. Броят туристи спада още повече след революцията и циклона Наргис. Подобряващият се политически климат привлича все по-голям брой бизнесмени и туристи. Въпреки това хотелската инфраструктура на Янгон не насмогва и се нуждае от разрастване, тъй като едва 3000 от 8000 хотелски стаи се считат за „подходящи за туристи“. Има планове за построяване на хотелска зона в предградията на Янгон.

### Транспорт
Янгон е основният транспортен център на Бирма. Международно летище Янгон, намиращо се на 19 km от центъра на града, е основният вход за полети от страната и чужбина. Има три терминала и полети към много градове в Азия.
Централната железопътна гара в Янгон е основен възел в 5403-километровата жп мрежа на страната. Градът има околовръстна 45,9-километрова жп линия, свързваща сателитните градове.
Градът разполага с 4 пътнически кея, осигуряващи превоз по речната система.

## Известни личности
Родени в Янгон
- Диана Абгар (1859 – 1937), арменска писателка
- Аун Сан Су Чи (р. 1945), политик
- Ник Дрейк (1948 – 1974), английски музикант

Починали в Янгон
- Аун Сан (1915 – 1947), политик
- У Не Вин (1911 – 2002), политик